# 호르미즈드 4세

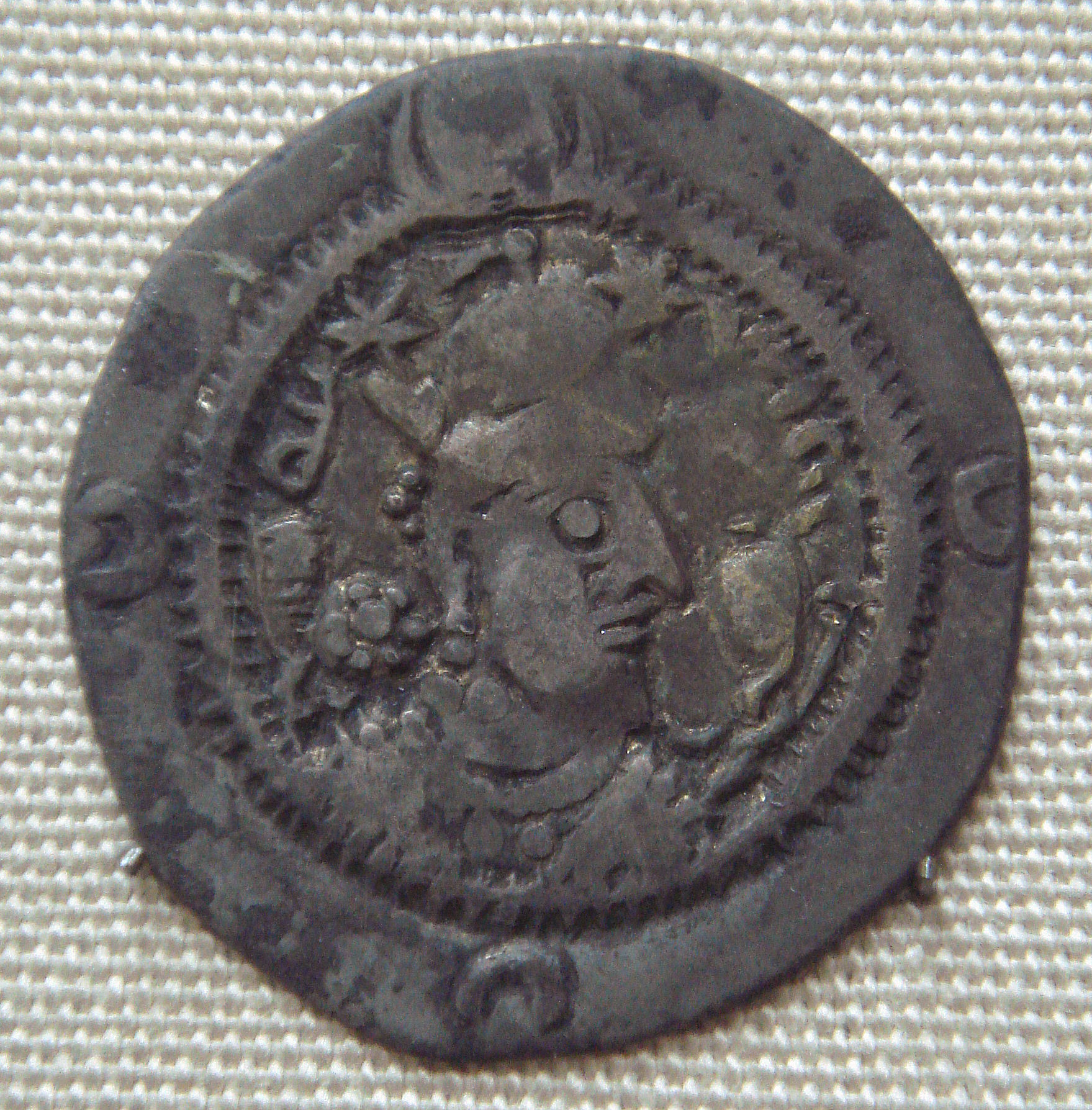
호르미즈드 4세의 동전 (Chinese Central Asia)

호르미즈드 4세(영어: Hormizd IV, ? - 590년)는 사산 왕조 페르시아 제국의 샤이다. 호스로 1세의 자손이다. 호르미즈드 4세는 579년에 즉위하자마자 그의 형제들을 살해했다.

## 개요
호르미즈드 4세는 고압적이고 폭력적이지만, 완전히 냉혈한 것은 아니었다. 타바리가 기록한 몇몇의 이야기들에 의하면, 호르미즈드 4세는 군대와 궁정에 엄격한 규율을 정립시키고 일반 시민들을 보호하였다. 또한 마기들이 기독교를 박해할 것을 건의하자, 호르미즈드 4세는 두 개의 종교를 인정하는 것이 왕권의 안정을 가져올 것이라고 구실을 삼아 제안을 거절하였다. 그러나 이러한 결정은 결과적으로 기득세력 내에 반발을 키우게 되었다.

## 비잔틴 제국과의 전쟁
호르미즈드 4세는 선대부터 지속된 동로마 제국과 동부의 투르크와의 전쟁을 물려받았다. 동로마의 황제인 티베리우스 2세와의 평화 협상이 있었지만, 호르미즈드 4세는 아버지가 점령했던 영토를 양도할 것을 단호히 거절하였다.
그 후 동로마의 마우리키우스가 국경을 넘어 쿠르디스탄에 침입하였다. 그 다음해에 마우리키우스는 메디아와 메소포타미아의 남부를 가로지를 것을 계획했으나, 가산 조(en:Ghassanid)의 장로 알문디르(en:al-Mundhir)는 그 정보를 호르미즈드 4세에 제공하는 것으로 로마를 배신했다. 계획이 탄로난 마우리키우스는 퇴각할 수 밖에 없어서 다급히 동로마의 국경에 다다랐으나, 페르시아의 장군 아다르마한(en:Adarmahan)과의 교전 뒤 패배하였다.
페르시아의 장군 탐호스로(en:Tamkhosrau)는 582년에 동로마와 페르시아의 국경을 넘어 콘스탄티나(en:Constantina (Osrhoene))를 공격하였지만 패배하고 전사했다. 그러나 티베리우스 2세는 로마 제국의 군사적 조건이 악화되어 마우리키우스를 콘스탄티노플로 다급히 불러들였다. 그 후 마우리키우스를 대신한 미스타콘(en:John Mystacon)은 티그리스와 님피우스(Nymphius)가 교차하는 지점을 공략하지만 패배하고 퇴각하였다. 결국 미스타콘은 해임되고 필리피키우스(en:Philippicus (general))가 그의 직위를 이어 받았다.
필리피키우스는 584년과 585년 동안 페르시아의 영토를 습격했다. 페르시아는 585년에 모노카티움과(Monocartium) 마르튀로폴리스(en:Martyropolis)를 공격하는 것으로 응전했다. 필리피키우스는 이듬해에 솔라크론(Solachon)에서 그들을 격퇴하고 클로모론(Chlomoron)을 공략하였다. 하지만 공략은 실패하였으며 아미다(en:Amida (Roman city))로 퇴각하여 농성하였다. 그러나 587년에 헤라클리우스에게 명령하는 것을 포기했다.
588년에 로마군단 내에 반란이 일어났다. 페르시아는 이 반란을 이용하여 콘스탄티아를 다시 공격하였으나 곧 격퇴되었다. 로마는 이에 대한 반격으로 아르잔느(en:Arzanene)을 공격했으나 별 성과가 없었다. 하지만 마르튀로폴리스에서 다른 페르시아의 부대를 격파하였다.
그러나 페르시아는 589년에 필리피키우스를 두 번에 걸쳐 격퇴한 끝에 마르튀로폴리스를 점령하였다. 결국 필리피키우스는 본국으로 소환되었고 시사우라논(Sisauranon)의 페르시아군을 격퇴했었던 코멘셔루스(en:Comentiolus)가 그를 대체했다. 그 후 로마는 마르튀로폴리스를 공격하였고, 공략의 막바지에 페르시아에 투르크의 침입에 대한 소식이 퍼졌다.

## 내분
투르크는 페르시아가 로마와 전쟁중인 틈을 타, 발흐와 헤라트를 점령하였다. 그리고 투르크는 호르미즈드 4세가 침입을 격퇴하기 위한 바흐람 코빈의 군대를 파견하였을 때에 페르시아의 중심부를 항해 나아가려고 했다. 그러나 바흐람 코빈은 발흐로 진군했으며, 투르크의 왕을 살해하고 그의 자손을 인질로 붙잡는 것으로써 투르크를 격퇴하였다.
북부의 위협이 제거되자, 바흐람 코빈은 로마와 싸우기 위해 서부 전선을 향해 군대를 돌렸다. 바흐람 코빈은 아라스강의 전투에서 로마의 로마누스 장군에게 패배하는 것을 제외한다면, 알바니아를 공격하는 로마를 스바네티(en:Svaneti)를 공략하는 것으로 물리치거나 캅카스 이베리아인들의 아제르바이잔 침략을 저지하는 등 승승장구했다.
호르미즈드 4세는 바흐람 코빈의 명성을 질투하여, 한 벌의 여성용 옷을 보내 착용시키려는 것으로 그에게 굴욕을 주고 싶어했다. 그러나 바흐람 코빈은 매우 위협적인 글을 써 보내는 것으로 응답했다. 격노한 호르미즈드 4세는 바흐람 코빈을 체포하기 위해 병사들을 보냈으나, 병사들은 바흐람 코빈의 편으로 돌아섰다. 결국 바흐람 코빈은 거만한 왕을 폐위시키고 자신이 왕위에 오르기 위해 페르시아로 대군을 진격시켰다.
그 와중에, 바흐람 4세의 행동은 그의 자손인 호스로 2세에겐 매우 참을 수 없는 것이었다. 결국 호스로 2세는 반역을 일으켰다. 페르시아에 폭동의 전조가 퍼지자, 호르미즈드 4세는 왕좌에 오래 남아 있지 못했다. 반역세력은 호르미즈드 4세를 퇴위시켰으며 그의 시력을 빼앗고 호스로 2세를 새로운 왕으로 선포했다. 그 후 호르미즈드 4세가 어떻게 살해당했는지에 대해서는 여러 가지 의견이 있다.